# Dawn Patrol
Dawn Patrol is een computerspel dat werd ontwikkeld door Rowan Software en uitgegeven door Empire Interactive Entertainment. Het spel werd uitgebracht in 1994 voor DOS en de Commodore Amiga. Het spel is een vliegtuigsimulatie dat zich afspeelt tijdens de Eerste Wereldoorlog. Het spel omvat 150 missies en er kunnen in totaal in 13 gevechtsvliegtuigen gevlogen worden. Het spel voor de Amiga werd geleverd met het boek Richthofen: The man and the aircraft he flew.

## Ontvangst
Amiga Computing gaf het spel een beoordeling van 88%.
| Beoordeeld door                | Platform | Datum         | Score |
| ------------------------------ | -------- | ------------- | ----- |
| PC Games (Duitsland)           | DOS      | december 1994 | 90%   |
| ASM (Aktueller Software Markt) | DOS      | januari 1995  | 83%   |
| MikroBitti                     | DOS      | januari 1995  | 82%   |
| Amiga Joker                    | Amiga    | februari 1995 | 80%   |
| Joystick (Frans)               | Amiga    | april 1995    | 80%   |
| High Score                     | DOS      | januari 1995  | 80%   |
| Power Play                     | DOS      | december 1994 | 80%   |
| Computer Gaming World (CGW)    | DOS      | januari 1995  | 70%   |
| PC Player (Duitsland)          | DOS      | maart 1995    | 63%   |
| PC Fun                         | DOS      | november 1994 | 60%   |